# ドジ田ドジ郎の幸運
「ドジ田ドジ郎の幸運」（ドジたドジろうのこううん）は、藤子・F・不二雄（発表時は藤子不二雄名義）の読み切り漫画作品。1970年『S-Fマガジン』11月臨時増刊号にて掲載。単行本収録時にはいくつか変更された点がある。『藤子・F・不二雄 SF短編PERFECT版』第1集に収録。

## あらすじ
ドジ田ドジ郎は、麻雀をやれば放銃し、交差点にさしかかれば信号が赤になり、タクシーを拾おうと思えば撥ねられるなど、何をやっても凄まじいまでに不運な男だった。そんなある日、彼の前に偶然を操作する「偶然係長のゴンスケサン」と名乗るロボットが現れた。彼はドジ郎がそれまでついていなかった分、バカづきにつかせてやるという。朝が来てドジ郎は出社する。歩いていくたびに大量に財布が落ちているのを見つけ、拾っていき、すべて交番に届けた。ドジ郎が信号機に差し掛かれば青になり、満員電車の中ドジ郎が通るところと座るところだけスペースができその他は押し合いになっていた。会社につくと、その日の出勤はドジ郎と女性一人だけであった。ドジ郎は思い切って女性を日曜日海へ誘うと、その日海へ行こうと思ったのは二人だけであった。

## 登場人物
ドジ田ドジ郎
生まれた時からついていない男。ところが天井から落ちてきたゴンスケを「助けた」ことをきっかけに、彼からその後の幸運を保障される。
ゴンスケ
自己修復回路の故障で3.5次元の世界を漂流していたロボット。肩書きは「宇宙合目的調整機構統計局均整課偶然係長」。
ツキ山ツキ吉
名前の通り非常についている男。しかし偶然は無限でないため、ドジ郎に訪れるようになった幸運の埋め合わせを受けることになる。